# Lygniodes endoleucus
Lygniodes endoleucus là một loài bướm đêm trong họ Erebidae.

## Hình ảnh

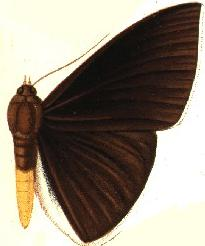